# Weeping Water (Nebraska)
Weeping Water je grad u američkoj saveznoj državi Nebraska. Prema popisu stanovništva iz 2010. u njemu je živjelo 1,050 stanovnika.